# Per Mosgaard
Per Mosgaard (Oslo, 27 gennaio 1934 – 26 settembre 1996) è stato un allenatore di calcio e calciatore norvegese, di ruolo portiere.

## Carriera

### Giocatore

#### Club
Mosgaard vestì la maglia del Fredrikstad dal 1953 al 1967, vincendo tre campionati (1953-1954, 1956-1957 e 1959-1960) e altrettante Coppe di Norvegia (1957, 1961 e 1966).

### Allenatore
Mosgaard fu allenatore del Lyn Oslo dal 1970 al 1971. Ricoprì il medesimo incarico anche al Moss, dal 1976 al 1977. Nel 1983, tornò al Moss e guidò il club fino alla vittoria della prima Coppa di Norvegia della sua storia. L'anno successivo, sostituì Jan Aas sulla panchina del Fredrikstad, portando il club alla vittoria nella Coppa di Norvegia 1984, ma non riuscendo ad impedire la retrocessione. Rimase in panchina fino al 1985.

## Palmarès

### Giocatore

#### Club

##### Competizioni nazionali
- Campionato norvegese: 3

Fredrikstad: 1953-1954, 1956-1957, 1959-1960
- Coppa di Norvegia: 3

Fredrikstad: 1957, 1961, 1966

### Allenatore

#### Competizioni nazionali
- Coppa di Norvegia: 2

Moss: 1983
Fredrikstad: 1984